# Origenismo

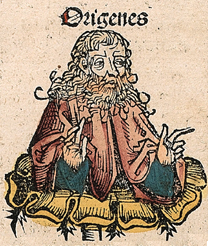
Origene Adamantio

L'Origenismo è il nome con cui si indica la dottrina cristiana dichiarata eretica nel Concilio di Costantinopoli II del 553.

## Descrizione
L'origenismo prende il nome dal grande pensatore cristiano Origene Adamantio che lo formulò nel III secolo d.C. La dottrina di Origene venne ulteriormente sviluppata nel IV secolo dal monaco Evagrio Pontico, che ne diffuse l'idea in vasti strati del grande movimento monastico orientale.
Secondo Origene in principio Dio crea sostanze spirituali tutte uguali, dotate di ragione e di libero arbitrio (i noes). I noes (è incerto se tutti o moltissimi) decadono, per libera scelta, dalla primordiale condizione celeste di bene e di unione con il Logos di Dio (dottrina impropriamente ma comunemente detta della "preesistenza delle anime"). Il male non esiste sostanzialmente, è solo assenza di bene prodotta dagli esiti del libero arbitrio: Dio, che si identifica con il Bene, predispone un assetto del cosmo adatto al recupero delle creature, donde il mondo attuale e la suddivisione delle creature in angeli, esseri umani e demòni. All'iniziale uguaglianza delle creature corrisponderà l'analoga fine e dunque Origene ammette la salvezza universale delle creature (dottrina dell'apocatastasi) - compreso il diavolo che per primo si era allontanato dalla sua condizione originaria - recuperate lentamente e liberamente al bene dall'azione provvidenziale di Dio che si dispiega in più mondi successivi, esercitando prima la giustizia punitiva e poi la bontà salvatrice.
Due sono le conseguenze dell'origenismo:
- in origine non c'è differenza fra angeli, uomini e demòni;
- la creazione materiale, la sua salvezza e la vita di Gesù nella carne sono conseguenti alla caduta della prima creazione.

Preesistenza e apocatastasi furono, praticamente da subito, dottrine contestate, anche se Origene aveva buon gioco nel dire che non c'era nessun chiaro pronunciamento della tradizione apostolica sull'anima. In sostanza, Origene non ammette che il male, che è per lui non essere, possa sussistere in eterno rispetto all'Essere e al Bene che è Dio.

## Sviluppi
Agli inizi del VI secolo in Palestina fiorì una scuola che si rifaceva al grande dottore alessandrino. Con interventi del vescovo di Antiochia Efrem e di quello di Gerusalemme Pietro, le idee di quella corrente monastica vennero condannate, in un sinodo del 543 diretto da Giustiniano, con dieci anatemi. Gli anatemi vennero confermati da Papa Vigilio. Questa presa di posizione della Chiesa venne confermata prima del concilio ecumenico del 553 con 15 anatemi. In quello stesso concilio pur non ritornando sui singoli anatemi Origene venne dichiarato eretico, con conseguenze devastanti per la sua immensa opera. Oggi si ritiene che Origene non era la fonte di tutto quanto venne condannato in quei concili, nella sua immensa opera sicuramente ha sondato varie ipotesi che ai suoi tempi la Chiesa non aveva ancora chiarito o specificato. Gli origenisti condannati sostenevano tra l'altro: che Cristo si fece simile successivamente a tutte le creature celesti; che Cristo venne formato prima che si unisse con la sua anima; che Cristo nella successione di mondi (che gli origenisti supponevano), sarebbe stato crocifisso per i demoni, che Dio creò tutto ciò che era in suo potere di creare (ponendo di fatto a Dio dei limiti). Queste idee, si ritiene oggi, non facevano parte degli insegnamenti di Origene e non gli appartenevano, ma vennero associate al suo nome, in forza di seguaci che si rifacevano solo in parte alla sua grande opera.

## Storia
Le controversie su Origene e sui suoi insegnamenti sono di carattere molto singolare e molto complesso. Esse irruppero all'improvviso, dopo lunghi intervalli di quiete, e assunsero un'importanza tale da essere stata imprevedibile pensando alla loro fase iniziale. Furono rese complesse da dispute personali e questioni estranee al soggetto fondamentale su cui si dibatteva, tanto che una breve e rapida esposizione delle polemiche è difficile e pressoché impossibile. Com'erano esplose, improvvisamente calarono di tono in maniera così repentina che si è costretti a concludere che le controversie erano superficiali e che l'ortodossia di Origene non era il solo punto in discussione. Le "crisi origeniste" furono essenzialmente due.

### Prima crisi origenista
Eruppe nei deserti egiziani, raggiunse il suo massimo in Palestina e terminò a Costantinopoli con la condanna di Giovanni Crisostomo. Nella seconda metà del IV secolo, i monaci di Nitria professavano un esagerato entusiasmo per Origene, mentre i fratelli del vicino monastero di Scete, per paura dell'allegorismo caddero nell'antropomorfismo. Queste dispute dottrinali gradualmente contagiarono i conventi di Palestina che dipendevano da Epifanio di Salamina, convinto antiorigenista, che aveva combattuto con le sue opere l'origenismo, era determinato a prevenirne l'espansione e a estirparlo completamente. Nel 394 Epifanio si recò a Gerusalemme. Qui, alla presenza del vescovo della città, Giovanni, che era ritenuto un origenista, predicò scagliandosi con forza contro gli errori di Origene. Giovanni, a sua volta, si scagliò contro l'antropomorfismo, riferendosi a Epifanio così chiaramente che nessuno poté fraintenderlo. Presto, però, la disputa fu resa più accesa da un altro incidente: Epifanio consacrò sacerdote Paoliniano, fratello di Girolamo, in un luogo soggetto alla sede di Gerusalemme. Giovanni si lamentò profondamente di questa violazione delle sue prerogative e la replica di Epifanio non fu di natura tale da placarlo.
Due nuovi personaggi, a questo punto, irruppero sulla scena. Fin dai tempi in cui Girolamo e Rufino si stabilirono uno a Betlemme e l'altro sul Monte Oliveto, erano vissuti in amicizia fraterna. Entrambi ammirarono, imitarono, e tradussero Origene, ed erano in buoni rapporti col loro vescovo, finché, nel 392, Aterbio, un monaco di Sceta, venne a Gerusalemme e li accusò entrambi di origenismo. Girolamo, molto sensibile alla questione dell'ortodossia, si risentì molto dell'insinuazione di Aterbio e, due anni più tardi, passò dalla parte di Epifanio, di cui tradusse in latino la replica a Giovanni di Gerusalemme. Rufino, non si sa come, venne a conoscenza di questa traduzione che non doveva essere pubblica e Girolamo lo sospettò di averla ottenuta con dei sotterfugi. Poco tempo dopo si riconciliarono, ma non durò a lungo. Nel 397 Rufino, che si era trasferito a Roma, tradusse in latino il De principiis di Origene e, nella sua prefazione, seguì l'esempio di Girolamo di cui ricordava l'elogio in ditirambi che questi aveva indirizzato al catechista alessandrino. L'eremita di Betlemme, fortemente indispettito da questa azione, scrisse ai suoi amici per confutare il suo coinvolgimento tramite Rufino, denunciare gli errori di Origene a Papa Anastasio I, tentare di portare il Patriarca di Alessandria alla causa antiorigenista e iniziare una disputa con Rufino, caratterizzata da grande acredine da ambo le parti.
Fino al 400 Teofilo di Alessandria fu un noto origenista. Era in confidenza con Isidoro, un ex monaco di Nitria, e i suoi amici, "gli Alti Fratelli", leader accreditati del partito origenista. Questi aveva sostenuto Giovanni di Gerusalemme contro Epifanio, il cui antropomorfismo aveva denunciato a papa Siricio. Improvvisamente cambiò idea, non se ne seppe mai la ragione. Si disse che i monaci di Sceta, dispiaciuti per la sua lettera pasquale del 399, occuparono la sua residenza episcopale e lo minacciarono di morte se non avesse salmodiato la palinodia. Tuttavia, la cosa certa è che litigò per questioni economiche con Isidoro e "gli Alti Fratelli" che lo criticavano per la sua avidità e la sua mondanità. Quando Isidoro e "gli Alti Fratelli" ripararono a Costantinopoli, dove Crisostomo gli offrì ospitalità e intercedette per loro senza, tuttavia, ammetterli alla comunione finché non fossero state ritirate le censure pronunciate contro di loro, l'irascibile Patriarca di Alessandria giurò di sopprimere dappertutto l'origenismo e, con questo pretesto, di distruggere Crisostomo che odiava e invidiava. Per i successivi quattro anni fu spietatamente attivo: condannò i libri di Origene al Concilio di Alessandria (400), con l'ausilio di un gruppo di armati scacciò i monaci da Nitria, scrisse ai vescovi di Cipro e di Palestina per farli aderire alla sua crociata antiorigenista, compose le lettere pasquali del 401, 402, e 404 contro la dottrina di Origene e spedì una lettera a Papa Anastasio con la quale chiedeva la condanna dell'origenismo. Il successo che ebbe superò persino le sue speranze; i vescovi di Cipro accettarono il suo invito. Quelli di Palestina, riuniti a Gerusalemme, condannarono gli errori loro indicati, aggiungendo che non venivano insegnati nelle loro diocesi: Anastasio, pur dichiarando che Origene gli era del tutto ignoto, condannò i brani estratti dai suoi libri; Girolamo iniziò a tradurre in latino le varie elucubrazioni del patriarca e la sua violenta diatriba con Crisostomo; Epifanio, precedendo Teofilo a Costantinopoli, trattò Crisostomo come temerario e quasi eretico, finché intravide la verità e sospettò che, probabilmente, era stato ingannato. Pertanto, lasciò improvvisamente Costantinopoli e morì in mare prima di arrivare a Salamina.
È ben noto come Teofilo, convocato dall'imperatore per giustificare la sua condotta nei confronti di Isidoro e degli "Alti Fratelli", grazie alle sue macchinazioni riuscì abilmente a cambiare ruolo. Invece di essere l'accusato, divenne l'accusatore. Fece convocare Crisostomo di fronte al conciliabolo della Quercia (ad Quercum) e ne provocò la condanna. Non appena la sete di vendetta di Teofilo si fu saziata, non si sentì più nulla dell'origenismo. Il Patriarca di Alessandria cominciò a leggere Origene, pretendendo di poter dividere le rose dalle spine, e si riconciliò con gli "Alti Fratelli" senza chiedergli di ritrattare. Appena le dispute personali si sopirono, lo spettro dell'origenismo svanì.

### Seconda crisi origenista
Nel 514 alcune dottrine eterodosse di carattere molto singolare si erano diffuse fra i monaci di Gerusalemme e della sua periferia. Probabilmente i semi della disputa furono sparsi da Stefano Bar-Sudaili, un problematico monaco espulso da Edessa, che giunse a un origenismo tutto particolare, infarcito di panteismo. Disegni e intrighi continuarono per i successivi 30 anni. I monaci sospettati di origenismo venivano espulsi dai loro conventi e poi riammessi, solamente per essere nuovamente scacciati. I loro leader e protettori erano Nonno che, fino alla sua morte avvenuta nel 547, li tenne uniti, Teodoro Askidas e Domiziano che si erano guadagnati il favore dell'imperatore ed erano stati ordinati vescovi, uno della sede di Ancyra in Galazia, l'altro di quella di Cesarea in Cappadocia, sebbene continuassero a risiedere a corte (537). In queste circostanze, fu inviato a Giustiniano uno scritto contro l'origenismo, da chi e in quale occasione è ignoto, poiché i due racconti che ci sono giunti differiscono tra loro (Cirillo di Scitopoli, Vita Sabae; e Liberato, Breviarium, XXIII). Dopo la morte di Nonno, il nuovo movimento origenista si divise in due correnti:
- isocristi, che sostenevano che alla fine del mondo tutti gli spiriti sarebbero divenute uguali a quello di Cristo, l'unico spirito non macchiato dal peccato originale;
- protoctisti, che sostenevano che Cristo era superiore e migliore di tutti gli altri spiriti. Essi rifiutarono la preesistenza delle anime e si schierarono con gli ortodossi contro gli isocristi. Costoro li soprannominarono tetraditi, poiché li accusavano di trasformare la Trinità in una tetrade con l'introduzione della natura umana di Cristo.

In ogni caso, l'imperatore in seguito scrisse il suo Liber adversus Origenem, contenente, oltre a un'esposizione delle ragioni della sua condanna, ventiquattro testi censurabili tratti dal De principiis, e dieci precetti da anatemizzare. Giustiniano ordinò che il patriarca Menna riunisse tutti i vescovi presenti a Costantinopoli e gli facesse sottoscrivere questi anatemi. Ciò avvenne nel sinodo locale (synodos endemousa) del 543. Una copia dell'editto imperiale fu inviata agli altri patriarchi, compreso Papa Vigilio. Tutti confermarono la loro piena adesione. Per Vigilio esistono la testimonianza di Liberato e di Cassiodoro.
Ci si sarebbe aspettato che Domiziano e Teodoro Askidas, attraverso il loro rifiuto di condannare l'origenismo, sarebbero caduti in disgrazia all'interno della corte; ma essi sottoscrissero tutto quello che gli venne chiesto di firmare e divennero più potenti che mai. Askidas si prese anche una vendetta persuadendo l'imperatore a condannare Teodoro di Mopsuestia, ritenuto nemico giurato di Origene. Il nuovo editto di Giustiniano, di cui non resta alcuna copia, diede inizio ai lavori del quinto concilio ecumenico in cui furono condannati Teodoro di Mopsuestia, Iba di Edessa, e Teodoreto di Cirro (553).

### Ierace e gli ieraciti
Una trattazione particolare merita un discepolo di Origene, Ierace, che all'inizio del IV secolo fondò a Leontopolis, sul delta del Nilo, una setta mistica. Questa setta, quasi monastica, formata da uomini e donne che non avevano mai contratto matrimonio fu detta degli ieraciti. Ierace sosteneva che lo Spirito Santo gli fosse giunto in sogno sotto la forma di Melchisedech (sacerdote citato in Genesi 14,18) e gli aveva rivelato che la resurrezione della carne non esisteva poiché la lotta tra il Bene e il Male era tutta spirituale. Inoltre, solo gli adulti potevano ottenere, grazie a questa lotta, i meriti per conseguire il diritto di accesso al Regno dei Cieli.

## Conclusioni sulla vicenda origenista
Origene e l'origenismo furono condannati dal concilio del 553? Molti scrittori lo credono, ma un egual numero lo nega; la maggior parte degli autori moderni è indecisa o risponde con delle riserve. Basandosi su recenti studi sulla questione si può dire che:
- È certo che il quinto concilio ecumenico fu convocato esclusivamente per trattare l'affare dei Tre Capitoli, e che né Origene né l'origenismo, ne siano stati la causa.
- È sicuro che, nonostante le proteste di papa Vigilio (537-555) che, sebbene si trovasse a Costantinopoli, rifiutò di partecipare ai lavori, il concilio si aprì il 5 maggio 553 e che nelle otto sessioni conciliari (dal 5 maggio al 2 giugno), negli Atti dei quali siamo in possesso viene trattata solamente la questione dei Tre Capitoli.
- Infine, è sicuro che solamente gli Atti riguardanti la quaestio dei Tre Capitoli furono sottoposti al papa per la sua approvazione, che fu concessa l'8 dicembre 553 e il 23 febbraio 554.
- È un fatto che papa Vigilio, e i successori, Pelagio I (556-561), Pelagio II (579-590), Gregorio I (590-604), nel trattare del quinto concilio si occuparono solamente dei Tre Capitoli, non facendo alcun riferimento all'origenismo, esprimendosi come se non fossero a conoscenza della sua condanna.
- Si deve ammettere che prima dell'apertura del concilio, che era stata posticipata per le proteste del Papa, i vescovi già riuniti a Costantinopoli dovettero giudicare, per ordine dell'imperatore, una forma di origenismo che non aveva praticamente nulla in comune con Origene, ma che era seguita, come sappiamo, da uno dei partiti origenisti della Palestina.[8]
- I vescovi certamente sottoscrissero i dieci anatemi proposti dall'imperatore ed è vero che un noto origenista, Teodoro di Scitopoli, fu costretto a ritrattare. Ma non esiste alcuna prova che fu chiesta l'approvazione del papa che, oltretutto, a quel tempo stava protestando contro la convocazione del concilio. È facilmente spiegabile il fatto che questa proposizione extra-conciliare fosse confusa, in seguito, con una delibera ufficiale del concilio ecumenico.